# Педроган (Торриш-Новаш)
Педроган (порт. Pedrógão) — район (фрегезия) в Португалии, входит в округ Сантарен. Является составной частью муниципалитета Торриш-Новаш. По старому административному делению входил в провинцию Рибатежу. Входит в экономико-статистический субрегион Медиу-Тежу, который входит в Центральный регион. Население составляет 2095 человек на 2001 год. Занимает площадь 39,38 км².
Покровителем района считается Иоанн Креститель (порт. S. João Baptista).